# مسجد طوبى الكبير
مسجد توبا الكبير (بالإنجليزية: Great Mosque of Touba ، بالفرنسية: Grande Mosquée de Touba ) أحد مساجد السنغال .

## الموقع
يوجد مسجد توبا الكبير في مدينة توبا في السنغال، يعتبر المسجد أكبر مبنى في مدينة توبا، كما يعد المسجد من أكبر المساجد في أفريقيا، إذ يتسع المسجد لما مجموعة 7،000 مصلي في وقت واحد .

## الضريخ
يعد مسجد توبا الكبير مقر ومكان لجماعة إخوان مريد الصوفية، والذي توفي مؤسسها أحمدو بمبا، وفي عام 1927 دفنة الجماعة مؤسسها داخل المسجد.

## وصلات خارجية
- موقع مسجد توبا الكبير على الخريطة
- ألبوم صور مسجد توبا الكبير